# Ahmet Bajrović
Ahmet Bajrović, črnogorski general in pravnik, * 24. oktober 1912.

## Življenjepis
Leta 1939 je diplomiral na beograjski Pravni fakulteti. Leta 1941 je vstopil v NOB in KPJ. Med vojno je bil politični sekretar Pljevaljskega odreda, sekretar NOO Pljevlja,...
Po vojni je bil predsednik Okrožnega sodišča v Novem Pazaru, vojni tožilec armade in vojni tožilec JLA. Leta 1968 se je upokojil.

## Odlikovanja
- Red zaslug za ljudstvo
- Red ljudske armade